# Janne Josefsson
Jan Christer Ragnar Josefsson, känd som Janne Josefsson, född 27 juni 1952 i Lundby församling på Hisingen i Göteborg, är en svensk journalist och programledare. Han har en bakgrund som samhällsreporter och programledare på Radio Göteborg/Sjuhärad. På senare år har han synts i SVT-program som Striptease och Uppdrag granskning. Han har blivit känd som grävande journalist i ofta kontroversiella reportageserier, och han mottog Stora journalistpriset både 1998 och 2002.

## Biografi
Josefsson växte upp med sina föräldrar samt en äldre halvbror och en äldre syster. När han var sex år flyttade familjen från Slättadamm till Biskopsgården – två områden på Hisingen i norra Göteborg. Orsaken till flytten var att fadern fått arbete på Volvo. Han gick på Handelshögskolan och gick 1975 ut Journalisthögskolan.

### Tidig vänsterkritik
Josefsson tillhörde i skiftet mellan 1960- och 1970-talen den så kallade 68-vänstern. År 1976 utgav han tillsammans med Mats Zetterberg Behöver vänstern gå i terapi? I denna intervjubok presenterades djupintervjuer med nio personer (sex män och tre kvinnor) aktiva i vänsterrörelsen, i det här sammanhanget en samlingsbenämning för allt vänster om socialdemokraterna. De vänsteraktiva intervjuas om hur de kom in i vänsterrörelsen och vad som motiverar dem.
Bokens sista kapitel är starkt kritiskt mot den dåtida vänsterrörelsen. Där menas att denna haft en torftig människosyn och att en vänsterrevolution "måste vara total och inrymma allt mänskligt: känslor, sex, vardag, privatliv"; detta kontrasteras mot "en halv revolution" som orienterar alla människor i politiska termer, samhälle, partier, ideologier med mera. I boken framförs att de förebilder som kommunismen hämtat i Ryssland och Kina hade en människosyn som utgick från att "en bra kommunist var den som var nyttig för partiet". Här framförs tanken att ett marxistiskt samhällsbygge måste ha ett psykologiskt perspektiv, och man föreslår att marxismen bör kompletteras med en "revolutionär psykologi" framför allt inspirerad av den marxistiska psykoanalytikern Wilhelm Reich. Författarna frågar retoriskt: "Vad tjänar den revolutionära politiken till om de interna relationerna är sådana att medlemmarna inte orkar eller att kampen för socialismen blir ett självändamål?" Författarna delar in psykoterapin i en gren som de kallar "alternativ, progressiv psykoterapi" och en som kallas för "den borgerliga kommersiella".
I det sista kapitlet gör de upp med den dåtida föreställningen att avhoppare från vänsterrörelsen "flytt in i någon borgerlig individualism", "fått borgerliga griller på hjärnan" eller "valt att göra karriär i det kapitalistiska konkurrenssamhället". Istället säger de att vänsterorganisationerna själva tvingat dem till det, genom att ha en ofullständig bild av människan som enbart en politisk varelse.

### Tidig journalistkarriär
Josefssons karriär som journalist började som reporter på Sveriges Radios samhällsredaktion mellan 1975 och 1981. Mellan 1981 och 1987 arbetade han på Radio Göteborg/Sjuhärad, där han bland annat producerade det direktsända programmet Elfte timmen (1981–1984) tillsammans med Lasse Brandeby, Frank Gunnarsson med flera. I Elfte timmen försökte Janne Josefsson 1983, tio år efter militärkuppen i Chile, tillsammans med Lasse Brandeby ringa upp president Pinochet i Monedapalatset. Målet var att få spela en sång av Víctor Jara, vilket möjligen delvis lyckades.
Janne Josefssons genombrott som granskande journalist skedde 1987 när SVT visade hans reportage På rätt sida älven som skildrade klassklyftorna i Göteborg.
Efter 1987 arbetade han under en period som frilansjournalist.

### 1990-talet ochUppdrag granskning
I början av 1990-talet började Josefsson som TV-reporter. Detta inkluderade en mängd uppdrag för program som Striptease (1991–2000) och Fittja Paradiso (1999–2000, med en uppföljare ett par år senare).
År 2001 började han arbeta för Uppdrag granskning. Strax före valet 2002 visades ett reportage om den dolda rasismen i valstugorna. Valstugereportaget fick stor uppmärksamhet i media och anses även ha haft ett visst inflytande på valresultatet, då framför allt Moderaternas opinionssiffror påverkades negativt. För reportaget belönades han tillsammans med Lars-Göran Svensson med Stora journalistpriset år 2002 i kategorin årets avslöjande.

### Senare journalistkarriär
Han efterträdde 2008 Stina Lundberg Dabrowski som programledare för det direktsända samhällsprogrammet Debatt i SVT. Han ledde programmet fram till den 21 maj 2009, då han efterträddes av Belinda Olsson. 2019 gjorde Josefsson den egna serien Josefsson, och samma år pensionerades han från tjänsten på SVT. Därefter inledde han en frilansverksamhet som krönikör för Dagens Nyheter.

### Efter journalisttiden

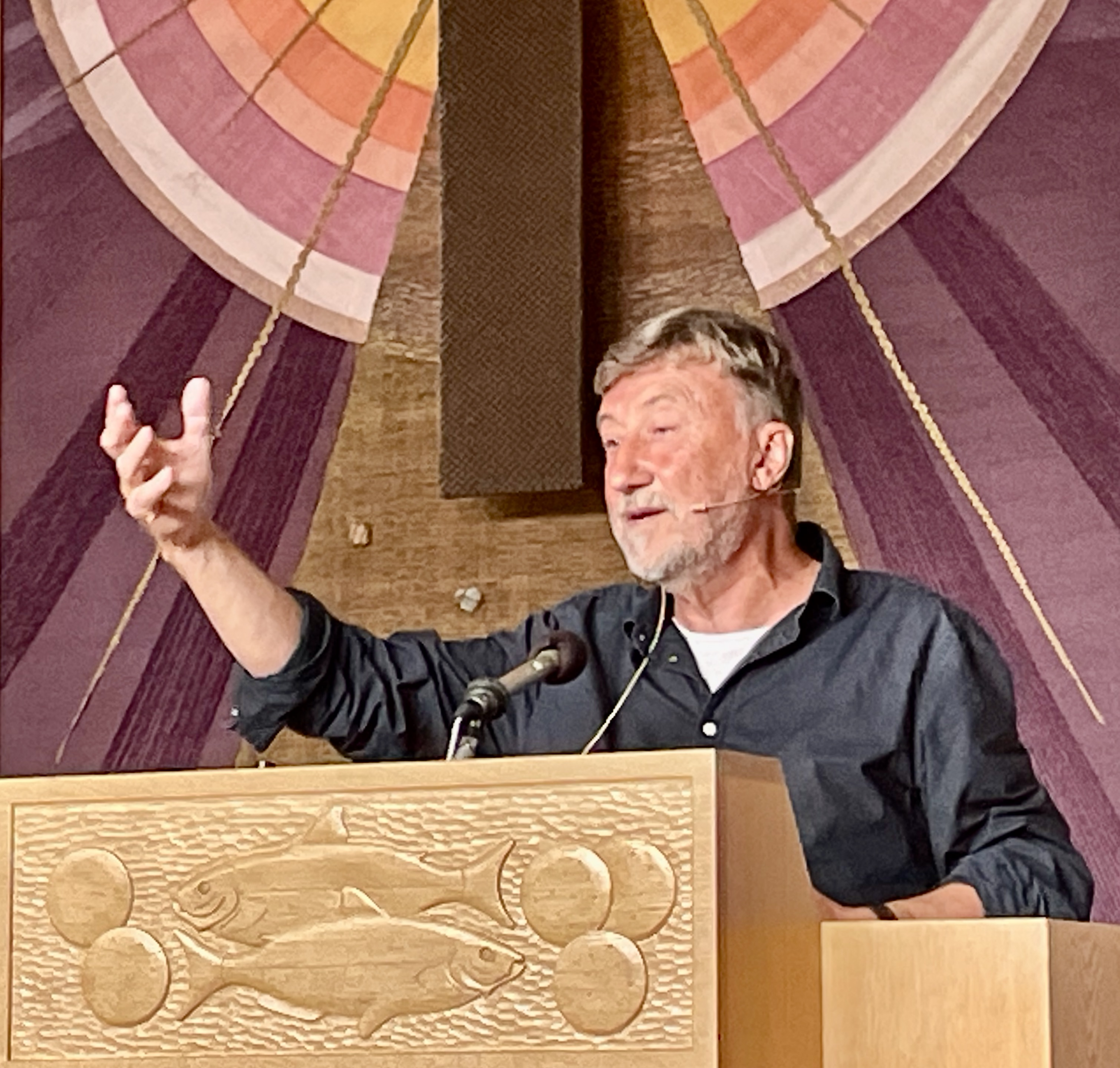
Janne Josefsson berättar om sitt arbets– och privatliv för intresserade SPF Seniorer i Härlanda-Örgryte i september 2023.

Från och med oktober 2021 föreläser Josefsson och håller kurser.
Under hösten 2022 utkom han med sina memoarer Rädd för sanningen på Mondial förlag. Boken är skriven tillsammans med Mats Lerneby.
I en intervju 2023 berättade Josefsson att han i ett uppföljningsreportage, 25 år efter det ursprungliga reportaget, kontaktade den granskade person som då berättade att han på grund av granskningen nästan tog sitt liv. Josefsson sade att journalistikens kritiker många gånger hade rätt i att granskningar kunde vara ensidiga. Josefsson förespråkade vidare att man skulle bygga in en funktion likt djävulens advokat under arbetet, för att granskningen grundligt ska ifrågasättas internt och att den som granskar får sina bästa argument framförda. Han sade att journalisters roll som åklagare, domare och skarprättare innebär ett otroligt ansvar.:23m44s I samma intervju var han kritisk till att ingen journalistkollega, trots att många av dem hade intervjuat Fatemeh Khavari, ifrågasatt hennes påstående att alla afghaner som utvisades kring 2016 skickades till en säker död.:35m5s

### Familj
Josefsson har varit gift tre gånger och har tre söner. Han har sedan mitten på 1990-talet bott på ön Åstol i Bohuslän och har dessutom en bostad i Göteborg. Han utsågs 2003 till gästprofessor i journalistik på Musikhögskolan i Piteå.

## Uppmärksamhet

### Uppmärksammade handlingar
Josefsson har genom åren blivit mycket uppmärksammad för ett antal olika samhällsreportage. Detta inkluderar reportagen om Göteborgskravallerna som han gjorde tillsammans med Hannes Råstam, och för granskningen 1998 av omständigheterna kring Osmo Vallos död.

Vidare uppmärksammades Josefsson i december 2007 då han deltog i ett reportage om Icas felaktiga datummärkning av köttråvara på flera stormarknader i Stockholmsområdet.

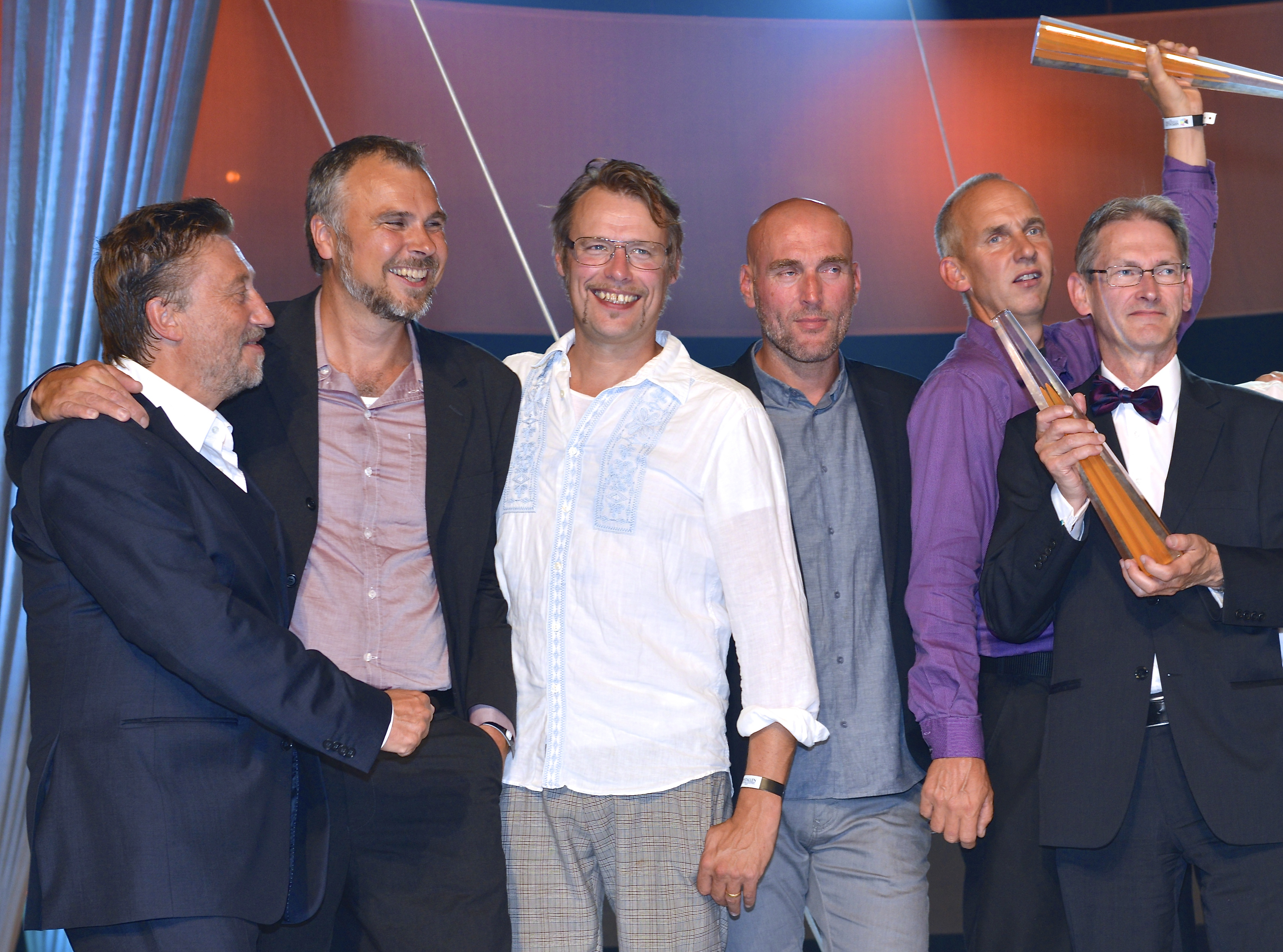
Uppdrag gransknings reportage TeliaSonera – Uzbekistanaffären, blev vinnare av Kristallen 2013 i kategorin Årets granskning. På bilden programledaren Janne Josefsson, fotoredigerare Ola Christoffersson, reportrarna Sven Bergman, Joachim Dyfvermark och Fredrik Laurin. Längst till höger står Per Fjellström, producent för Årets dokumentärprogram "Stenbeck – den motsägelsefulle kapitalisten".

Josefssons reportage har under åren fått flera utmärkelser. Förutom Stora journalistpriset 1998 och 2002 har han även fem gånger belönats med Föreningen Grävande Journalisters Guldspade. Hans återkomst till Fittja 2002 blev i programmet 100 höjdare utsedd till Sveriges 13:e roligaste ögonblick genom tiderna.
I en opinionsundersökning genomförd 2009 på uppdrag av Kunskapspriset ansåg de svarande att Josefsson är den tredje främste kunskapsspridaren bland kända personer, efter Barack Obama och Fredrik Lindström.
I sitt program i Sommar i P1 2017 sade Josefsson att böcker på bibliotek i Botkyrka kommun som gallrades av ideologiska skäl gick till sophanteringen och brändes. Den efterföljande offentliga debatten kom i första hand att handla om detaljerna kring hur böckerna hanterades efter att de hade gallrats, inte om att böckerna gallrades på grund av sitt innehåll.

### Kritik
Janne Josefssons arbetsmetoder och reportage har många gånger kritiserats. Under hans ledning blev exempelvis Uppdrag granskning fällt i Granskningsnämnden för att programmet inte följt kravet på saklighet. Han har vid flera tillfällen blivit kritiserad för att utesluta saker som inte passar in och klippa och klistra ihop uttalanden ur de mest skilda sammanhang för att skildra sin bild. Journalisterna Jan Guillou, Åke Ortmark och Lars Adaktusson har riktat kritik mot hans journalistiska arbetsmetoder.
Han har i en TV-intervju förklarat att han som barn fick uppleva hur hans mor "förnedrades" då hon sökte socialhjälp för familjens försörjning. I en opinionsmätning genomförd av GfK för programmet Power of 10 i januari och februari 2008 svarade 63 procent av svenskarna att de inte litar på Janne Josefsson. I Medieakademiens förtroendebarometer 2013 gavs möjlighet för de intervjuade att uppge en journalist som de uppskattar. Janne Josefsson var den som var mest uppskattad; 11 procent av dem som valde att uppge en person valde honom.
Josefsson har också kritiserats då han själv ertappats för svartbygge.

## TV-medverkan
- Uppdrag granskning
- Josefsson (2019)[35]
- Janne Josefsson (2020)
- Sverige möts (2020)
- Alla mot alla med Filip och Fredrik Flera avsnitt (2019-2025)
- Let's Dance (2021)
- Secret Song Sverige (2022)
- Förrädarna (2023)